# Carano Sarones
Carano Sarones (em latim: Caranus; em armênio/arménio: Կարէն; romaniz.: Karēn) foi um nobre armênio (nacarar) do século V da família Sarones, ativo durante o reinado do xainxá Isdigerdes II (r. 438–457).

## Nome
Carano (em latim: Caranus) ou Carenes (cf. Anais de Tácito) são as formas latinas do parta Carém (𐭊𐭓𐭍𐭉, Kārēn), o nome de uma das sete grandes casas partas que reinaram no planalto Iraniano ao lado da dinastia arsácida. Foi registrado em grego como Carano (em grego: Καρανος, Karanos), Carém (Καρην, Karēn) e Carinas (Καρινᾶς, Karinas), em persa médio como Carim (𐭪𐭠𐭫𐭭𐭩, Kārin), em árabe como Carim (em árabe: قارين, Qārin) e em persa novo como Carã, Carim (قارن, Qāran / Qārin) e Carém (کارن, Kāren). Esses nomes derivam do não atestado iraniano antigo Caraina (*Kār-aina-; de *kāra-, "exército, povo").

## Contexto

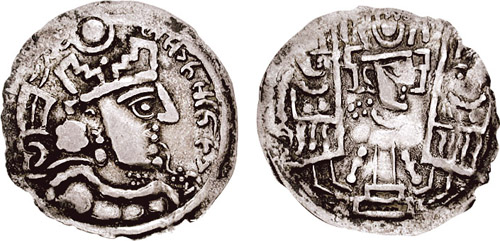
Dracma de r.

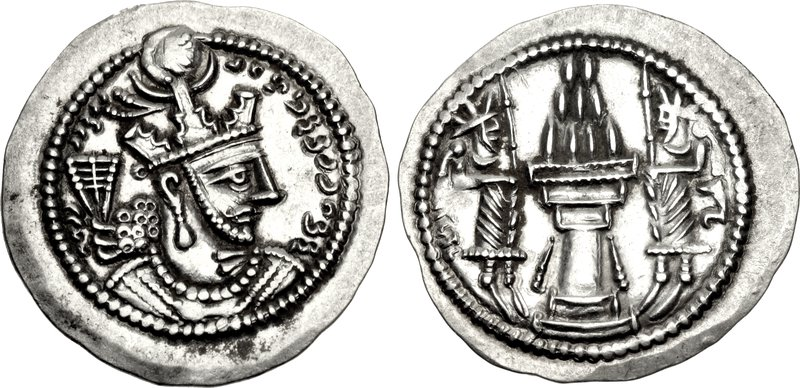
Dracma de r.

Em 428, os nacarares da Armênia peticionaram ao xainxá Vararanes V (r. 420–438) para que destronasse o rei Artaxias IV (r. 422–428) e abolisse a dinastia arsácida. Para governar o país, Vemir-Sapor foi nomeado como marzobã e e Vaanes II foi designado à tenência real. Vemir-Sapor morreu em 442, após uma administração considerada justa e liberal, na qual conseguiu manter a ordem sem ferir o sentimento nacional de frente. Vasaces I substituiu-o como marzobã. Vararanes permitiu a manutenção do cristianismo, enquanto procurava acabar com a influência do Império Bizantino sobre a Igreja da Armênia ao anexá-la à Igreja do Oriente. Contudo, seu filho e sucessor, Isdigerdes II (r. 438–457), era um pietista masdeísta e se comprometeu a impor o masdeísmo na Armênia, exigindo que a nobreza apostatasse e fundando templos de fogo sobre igrejas.

## Vida
A parentela de Carano é desconhecida, exceto que pertencia à família Sarones. Segundo Eliseu, o Armênio, foi um dos nobres que lutaram na revolta de Vardanes II Mamicônio (450–451) contra Isdigerdes II e suas políticas religiosas. Ao ser mencionado, afirma-se que ficou junto aqueles que convenceram-se da causa de Vardanes e decidiram resistir, ao contrário dos demais que aceitaram permaneceu ao lado do pró-iraniano Vasaces.